# Борнзен
Борнзен (нем. Bornsen) — община в Германии, районный центр, расположен в земле Саксония-Анхальт.
Входит в состав района Зальцведель. Подчиняется управлению Бетцендорф-Дисдорф. Население составляет 350 человек (на 31 декабря 2006 года). Занимает площадь 8,07 км².